# 松山ひろし
松山 ひろし（まつやま ひろし、1976年〈昭和51年〉 - ）は、日本の都市伝説収集家。東京都出身。
幼少時から、怪談に興味を抱く。高校生のころからは、都市伝説の収集をライフワークとする。未確認動物(UMA)、未確認飛行物体(UFO)、古来の民話や伝説の探索などにも尽力する。
その後、都市伝説や怪奇な小話を集めるウェブサイト「現代奇談」を主催、2004年までに総アクセス数が194万人に達する人気サイトとなる。同サイトは2006年ごろに閉鎖されたものの、このサイトをもとにした書籍『真夜中の都市伝説』シリーズが、2004年から刊行されている。2004年9月には、著書『3本足のリカちゃん人形』の収録話の一つが、ドラマ『世にも奇妙な物語』秋の特別編のエピソード「あけてくれ」としてドラマ化される。
2004年11月に刊行した著書『カシマさんを追う 呪いの都市伝説』では、1970年代から流行した都市伝説「カシマさん」について、時代情勢との関連も視野に入れながら、都市伝説の成立の背景を考察すると共に、インターネットによって様々なバリエーションを集めており、「カシマさんに関する一大研究成果」「都市伝説を丹念に追跡した名著」として、民俗学者の香川雅信、作家・オカルト研究家の吉田悠軌、著述家の米光一成らにより評価されている。

## 著書
- 『3本足のリカちゃん人形』イースト・プレス、2003年12月。ISBN 4-87257-410-9。
- 『カシマさんを追う 呪いの都市伝説』アールズ出版、2004年11月25日。ISBN 4-901226-85-1。
- 『壁女 真夜中の都市伝説』イースト・プレス、2005年6月。ISBN 4-87257-457-5。
- 『怖すぎる話 真夜中の都市伝説』イースト・プレス〈雑学文庫〉、2012年6月。ISBN 978-4-7816-7071-3。
- 『怖すぎる都市伝説』イースト・プレス〈雑学文庫〉、2013年4月。ISBN 978-4-7816-7088-1。